# شینار
شینار (به سوئدی: Kinnarp) یک منطقهٔ مسکونی در سوئد است که در بخش فالشوپینگ واقع شده‌است. شینار ۱٫۲۸ کیلومتر مربع مساحت و ۹۱۷ نفر جمعیت دارد.